# Taça Nacional de São Tomé e Príncipe
A Taça Nacional de São Tomé e Príncipe é o segundo principal torneio de futebol em São Tomé e Príncipe, na África, e o principal torneio eliminatório do país. Foi criado em 1980, sendo gerenciado pela Federação Santomense de Futebol.

## Histórico
O primeiro torneio foi disputado no ano de 1980. No entanto, já na década de 80, ele sofreu diversos cancelamentos, o que se repetiu ao longo das últimas décadas. 
Na final de 2010, a equipa militar de 6 de Setembro venceu a Taça Nacional, impondo derrota ao Sporting do Príncipe, por 2 a 1. Em 2011, o campeão foi o Vitória FC (Riboque), que venceu a equipa do Sundy por 4 a 1 na final, disputada em no Estádio 13 de Junho, em Santo António do Príncipe. 
Em 2012, a equipa de Riboque perdeu o título, ao ser derrotado pelo Sporting do Príncipe por 1 a 0. Em 2013 e 2014, a UDRA (São João dos Angolares) foi bicampeã, voltando a vencer em 2016 e 2017.
Em 2018, a taça nacional chegou a sua 30ª edição na história, sendo vencido pelo FC Porto Real.

## Formato
O torneio é disputado em sistema eliminatório a mão única, com o vencedor da Ilha de São Tomé enfrentado o vencedor da Ilha do Príncipe na final.
Em 2015, participaram 32 equipas na fase inicial da Ilha de São Tomé, o maior número já registrado. No Príncipe, apenas seis clubes disputam anualmente o torneio.

## Títulos
| - 1980 : FC Neves - 1981 : Guadalupe - 1982 : Sporting Praia Cruz - 1983 : Não houve - 1984 : Vitória FC - 1985 : Vitória FC - 1986 : Vitória FC - 1987 : Não houve - 1988 : Desportivo 6 de Setembro - 1989 : Vitória FC - 1990 : Vitória FC - 1991 : Santana FC - 1992 : Operários - 1993 : Sporting Praia Cruz - 1994 : Sporting Praia Cruz | - 1995 : Caixão Grande - 1996 : Aliança Nacional - 1997 : Não houve - 1998 : Sporting Praia Cruz - 1999 : Vitória FC - 2000 : Sporting Praia Cruz - 2001 : GD Sundy - 2002 : Não houve - 2003 : Operários - 2004-06 : Não houve - 2007 : Vitória FC - 2008 : Não houve - 2009-10 : Desportivo 6 de Setembro - 2011 : Vitória FC - 2012 : Sporting Clube do Príncipe | - 2013 : UDRA - 2014 : UDRA - 2015 : Sporting Praia Cruz - 2016 : UDRA - 2017 : UDRA - 2018 : FC Porto Real - 2019 : FC Porto Real - 2020 : Não houve - 2021-22 : Trindade FC - 2023 : FC Porto Real - 2024 : Operários - 2025 : Em breve |  |